# Al Viola
Al Viola (Brooklyn (New York), 16 juni 1919 – Los Angeles, 21 februari 2007) was een Amerikaanse jazzgitarist.

## Biografie
Viola was afkomstig uit een kinderrijke en zeer muzikale familie van Italiaanse immigranten in Brooklyn, waar hij zich al als jeugdige als gitarist uitbesteedde. Tijdens zijn militaire diensttijd van 1942 tot 1945 ontmoette hij de pianist Page Cavanaugh en de bassist Lloyd Pratt, met wie hij het Page-Cavanaugh-Trio formeerde, een reeks platen inspeelde en op uitgebreide tournees ging in de Verenigde Staten en Europa.
In 1949 verliet Viola het trio en werkte hij sindsdien als zelfstandig muzikant voor o.a. de orkesten van Ray Anthony, Les Brown, Harry James, Nelson Riddle en voor verschillende jazzformaties van Buddy Collette, Plas Johnson, Shelly Manne, André Previn en Bobby Troup. Daarnaast trad hij onder zijn eigen naam regelmatig op in jazzclubs in de Verenigde Staten en Europa.
In 1945 ontmoette hij als lid van het Cavanaugh-trio Frank Sinatra en begeleidde hem in 1946 bij twee studio-opnamen en enkele concertreizen. Vanaf 1956 telde Viola daarna als gitarist tot Sinatra's vaste orkest en speelde hij tot 1980 bij Capitol Records en Reprise Records bij vele honderden studio-opnamen en talloze concerten aan diens zijde en anderen als onderdeel van het Bill Miller-Sextet. Tot de bekendste duetten van beiden uit deze periode tellen o.a. versies van Night And Day (1962), Autumn Leaves (1962), Try A Little Tenderness (voor de eerste keer in 1971), If (voor de eerste keer in 1974) en A Foggy Day (voor de eerste keer in 1977). In het voorjaar van 1980 trok Viola zich terug uit het ensemble van Sinatra.
Als begeleidingsmuzikant speelde Viola in totaal op meer dan 500 albums voor de meest verschillende artiesten, waaronder uitgezonderd Sinatra voor June Christy, Natalie Cole, Beryl Davis, Neil Diamond, Ella Fitzgerald, Marvin Gaye, Steve Lawrence, Julie London, Anita O'Day, Linda Ronstadt en Joe Williams. Daarnaast werkte hij als solist mee op de soundtracks van talrijke tv-series en films, waaronder West Side Story (1961) en Who's Afraid of Virginia Woolf? (1966). Vooral bekend werden zijn soli in de filmmuziek van The Godfather (1972).
Viola, die de bandbreedte van zijn repertoire al tijdens de vroege jaren 1950 door studies aan de California Academy Of Music in Torrance had geperfectioneerd, bracht ook een reeks albums uit onder zijn eigen naam, waarvan Solo Guitar (1957), Guitar Lament (1961) en Alone Again (1973) het succesvolste waren. 
Viola trad regelmatig op tot oudere leeftijd, in Europa ten laatste in 2004, waar hij eerder tijdens het jazzfestival in het Zwitserse Ancona in 2002 een verder livealbum had ingespeeld. In de Verenigde Staten was Viola nog eind januari 2007 te zien op het podium. Enkele weken later overleed hij.

## Overlijden
Al Viola overleed in februari 2007 op 87-jarige leeftijd aan de gevolgen van kanker.

## Discografie
- 1957: Solo Guitar (Mode Records)
- 1961: Guitar Lament (World Pacific)
- ????: Guitars (Liberty Records)
- ????: Guitars Volume 2 (Liberty Records)
- ????: Imagination (Liberty Records)
- 1973: Alone Again (Legend)
- 1974: Salutations For Frank Sinatra (Legend)
- 1994: Mellow As A Cello (Starline)
- 1998: The Memory Of All That: The Chairman's Board Salutes Sinatra (Avanti)
- 2002: Stringin'The Blues (Jazzology, opgenomen tijdens het jazzfestival in Ascona)

- Biblioteca Nacional de España: XX5234263
- Bibliothèque nationale de France: cb142368935 (data)
- Catàleg d'autoritats de noms i títols de Catalunya: 981058510960806706
- Gemeinsame Normdatei: 135383137
- International Standard Name Identifier: 0000 0001 1447 6307
- Library of Congress Control Number: n85173095
- MusicBrainz: 49ecf814-43ef-4b20-8dfd-3f886b8e7890
- Nationale Bibliotheek van Israël: 987007419699105171
- Virtual International Authority File: 326149294078580520297